# Beatriz Recari
Beatriz Recari Eransus (Pamplona, 21 april 1987) is een Spaanse golfprofessional. Ze debuteerde in 2006 op de Ladies European Tour en in 2010 op de LPGA Tour.

## Loopbaan
Recari had een succesvolle golfcarrière bij de amateurs en won onder andere het Spanish Amateur Championship, in 2004, en het French Amateur Championship, in 2005. In 2005 was ze lid van het Europese golfteam dat de Junior Solheim Cup won.
Tijdens haar studie aan de Universiteit van Navarra waar ze economie studeerde, kwalificeerde ze zich voor de Ladies European Tour (LET) in 2006. Op 18-jarige leeftijd werd ze een golfprofessional en maakte haar debuut op de LET. In 2009 behaalde ze haar eerste profzege op de LET door de Finnair Masters te winnen, nadat ze de play-off won van Iben Tinning.
In december 2009 kwalificeerde Recari zich via de LPGA Final Qualifying Tournament voor de LPGA Tour. In 2010 maakte ze haar debuut op de LPGA Tour waar ze in haar eerste seizoen met de CVS/pharmacy LPGA Challenge een golftoernooi won. In 2013 won ze  de Kia Classic en de Marathon Classic.

## Prestaties

### Professional
LPGA Tour
| Nr. | Datum           | Toernooi                    | Score           | Score | Info                             |
| --- | --------------- | --------------------------- | --------------- | ----- | -------------------------------- |
| 1   | 17 oktober 2010 | CVS/pharmacy LPGA Challenge | 68-66-70-70=274 | –14   |                                  |
| 2   | 24 maart 2013   | Kia Classic                 | 69-67-69-74=279 | –9    | Won de play-off van In-Kyung Kim |
| 3   | 21 juli 2013    | Marathon Classic            | 69-65-67-66=267 | –17   |                                  |

Ladies European Tour
| Nr. | Datum            | Toernooi        | Score        | Score | Info                             |
| --- | ---------------- | --------------- | ------------ | ----- | -------------------------------- |
| 1   | 29 augustus 2009 | Finnair Masters | 65-64-73=202 | –14   | Won de play-off van Iben Tinning |

## Teamcompetities
Professional
- Solheim Cup ( EU): 2013 (winnaars)
- International Crown ( ESP): 2014